# Bozner Bergsteigerlied

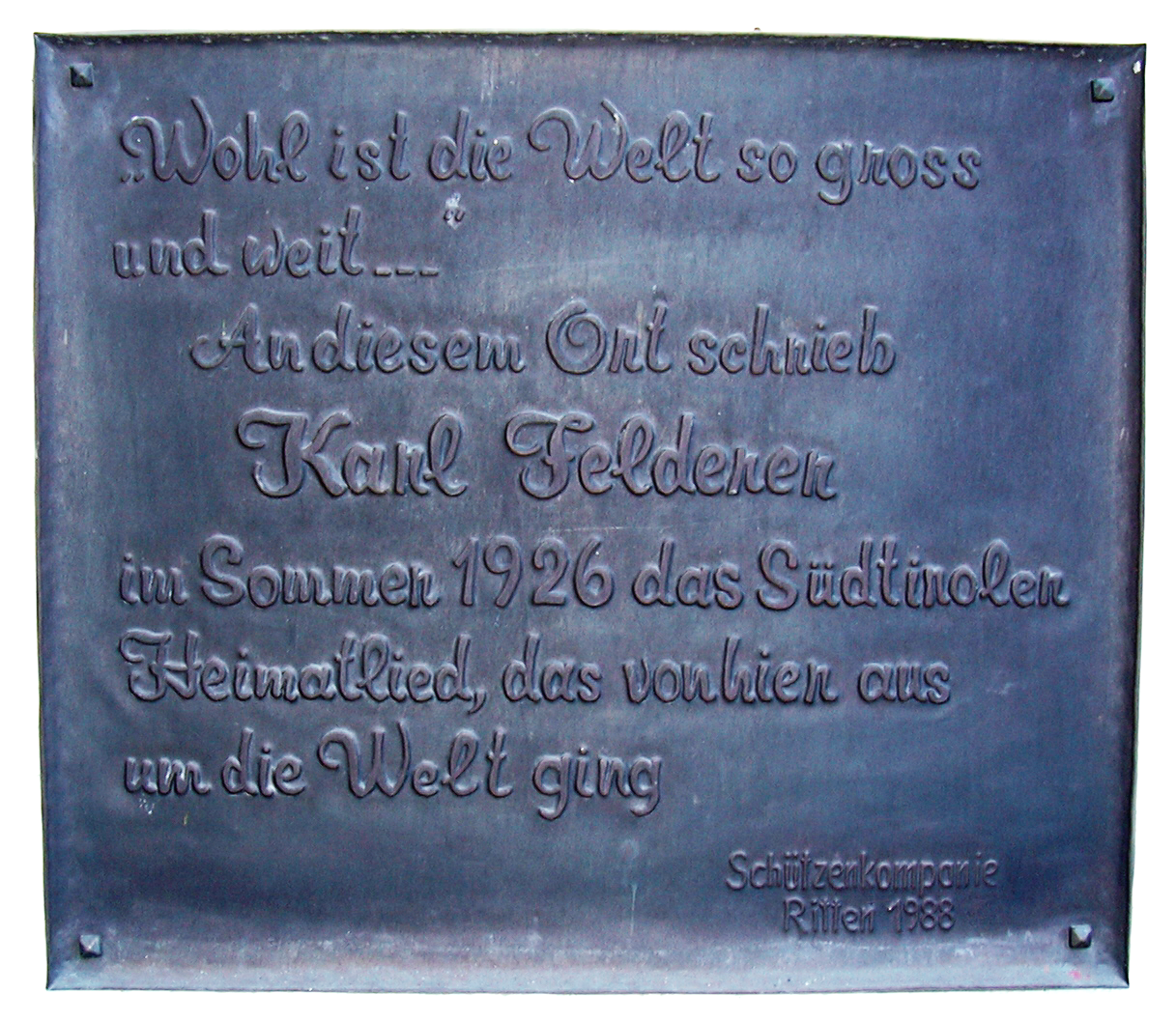
Südtiroler Heimatlied-Gedenktafel in Weber in Moos am Ritten

Das Bozner Bergsteigerlied, auch bekannt als Südtiroler Heimatlied (mit der Anfangszeile „Wohl ist die Welt so groß und weit …“), gilt neben dem Andreas-Hofer-Lied als inoffizielle Hymne der Südtiroler. Der Text, 7 Strophen verbunden mit jeweils demselben Refrain, wurde 1926 von Karl Felderer zu der Melodie des hessischen Liedes Der vergnügte Schreiner geschrieben. Im Gasthaus Weber im Moos am Ritten, wo Felderer den Text schrieb, ist eine entsprechende Gedenktafel angebracht.

## Hintergrund
Der Text wurde in der Zeit der stärksten Italianisierung der nicht-italienischsprachigen Bevölkerung Südtirols verfasst. Vermutlich hat es deshalb so schnell einen solch hohen Stellenwert im Selbstverständnis der Südtiroler erhalten.
Das Lied nennt Südtirol (eine Bezeichnung, deren Verwendung 1926 aufgrund der Faschisierung des öffentlichen Lebens verboten war) nicht explizit. Stattdessen wird Südtirols geographische Ausbreitung beschrieben: In der ersten Strophe wird mit dem Eisackfall und der Salurner Klause die Nord-Süd-Ausdehnung dargestellt, in der zweiten Strophe mit dem Ortler und dem Haunold die West-Ost-Ausdehnung. In den folgenden Strophen werden verschiedene Wahrzeichen Südtirols beschrieben (beispielsweise der Schlern und der Rosengarten), eingebettet in den Lauf der Jahreszeiten, denen – von Frühling bis Winter – jeweils eine Strophe gewidmet ist. In der siebten und letzten Strophe wird Bezug auf das Jenseits genommen.

## Bozner Bergsteigermarsch
Das Lied ist heute vor allem durch die Verwendung im Trio des Bozner Bergsteigermarschs bekannt, der noch immer sehr populär ist und im gesamten Alpenraum gespielt wird. Der Marsch wurde 1949 von Sepp Tanzer komponiert, in der Marschversion wird im Trio zunächst die erste Strophe gesungen, dann instrumental wiederholt. Felderer gab an, eine Aufführung des Marsches anlässlich der 150-Jahr-Feier des „Tiroler Freiheitskampfes“ 1959 in Innsbruck miterlebt zu haben, bei der sich nach den ersten Klängen des Liedes tausende Menschen erhoben und mitsangen.